# 布萨基
布萨基（義大利語：Busachi），是意大利奥里斯塔诺省的一个市镇。总面积59.3平方公里，人口1452人，人口密度24.5人/平方公里（2009年）。ISTAT代码为095017。